# Aenasius simlaensis
Aenasius simlaensis är en stekelart som först beskrevs av Kaul och Agarwal 1986.  Aenasius simlaensis ingår i släktet Aenasius och familjen sköldlussteklar. Inga underarter finns listade i Catalogue of Life.